# إليزابيث هيرلي
إليزابيث جين هيرلي (بالإنجليزية: Elizabeth Hurley)‏ هي ممثلة بريطانية (من مواليد 10 يونيو 1965). بدأت مسيرتها الفنية عام 1987، من أبرز الأعمال التي شاركت فيها فتاة النميمة (مسلسل). ومنذ سنة 1995 وهي مهتمة بالتوعية بسرطان الثدي ومحاربته ومساعدة المصابات به.

## النشأة
ولدت إليزابيث هورلي في 10 يونيو 1965 في باسينغستوك، هامبشاير، هي ابنة أنجيلا ماري وروي ليونارد هيرلي. كان والدها يحمل رتبة رائد في سلاح الجيش الملكي. بينما والدتها فهي معلمة في مدرسة كمبشوت جونيور. لديها شقيقة أكبر سنا منها، تدعى كاثلين (كيت)، وشقيق أصغر يدعى مايكل جيمس هورلي.
رغبة في أن تكون راقصة كطفلة صغيرة، أخذت إليزابيث دروس باليه ثم درست لفترة وجيزة الرقص والمسرح في مركز استوديو لندن. دخلت هيرلي مدرسة هارييت كوستيلو في باسينغستوك، وفي سن المراهقة أصبحت متعلقة بموضة البانك، وصبغ شعرها وردي وثقب أنفها. صرحت في إحدى مقابلاتها «عندما كنت في السادسة عشر من عمري، كان هذا في حوالي 1981، 1982 - الموضة التي كانت في باسينغستوك، الضاحية التي نشأت فيها، كان البانك".

## الأعمال

### أفلام
- أوستن باورز: رجل الغموض الدولي (1997)
- أوستن باورز: الجاسوس الذي غيرني(1999)
- مسحور (2000)

### مسلسلات
- مذكرات الشاب إنديانا جونز (1992)
- فتاة النميمة (2011–12)

## وصلات خارجية
- الموقع الرسمي
- إليزابيث هيرلي على موقع IMDb (الإنجليزية)
- إليزابيث هيرلي على موقع ميتاكريتيك (الإنجليزية)
- إليزابيث هيرلي على موقع روتن توميتوز (الإنجليزية)
- إليزابيث هيرلي على موقع قاعدة بيانات الأفلام العربية
- إليزابيث هيرلي على موقع ألو سيني (الفرنسية)
- إليزابيث هيرلي على موقع أول موفي (الإنجليزية)
- إليزابيث هيرلي على موقع قاعدة بيانات الأفلام السويدية (السويدية)
- إليزابيث هيرلي على موقع إن إن دي بي (الإنجليزية)
- إليزابيث هيرلي على موقع ديسكوغز (الإنجليزية)
- إليزابيث هيرلي على موقع قاعدة بيانات الفيلم (الإنجليزية)